# تپه شیخ رش
تپه شیخ رش مربوط به دوره پارت - دوره ساسانی است و در شهرستان تکاب، بخش مرکزی، دهستان کرفتو، روستای تپه بور واقع شده است. این اثر در تاریخ ۳۰ دی ۱۳۸۵ با شمارهٔ ثبت ۱۶۷۶۴ به عنوان یکی از آثار ملی ایران به ثبت رسیده است.